# Annemarie Mooren
Annemarie Mooren is een Nederlands televisieregisseur en -actrice.

## Carrière
Na gastrollen in de ziekenhuisserie Medisch Centrum West en de NCRV-serie Help ontdekte Mooren dat ze het werken achter de schermen leuker vond. Mooren volgde een opleiding aan de Media Academie in Hilversum en studeerde uiteindelijk af. Annemarie werkte achter de schermen onder andere mee aan series als Twaalf steden, dertien ongelukken, Oud Geld en De Daltons. Tijdens deze periode werkte ze samen met Willem van de Sande Bakhuyzen en Ruud van Hemert. In 2005 regisseerde ze de jeugdserie Hotnews.nl. Niet veel later kreeg ze een vaste aanstelling bij Goede tijden, slechte tijden, waar ze tussen 2005 en 2007 vele afleveringen regisseerde. Sinds een aantal jaren heeft Mooren haar eigen productiehuis, Annemarie Mooren Productions. In 2008 maakte ze voor Nickelodeon de serie Puppy Patrol, waarmee ze werd bekroond met een publieksprijs tijdens het Cinekidfestival. In 2018 kwam de tweede serie daarvan op TV.

### Regie
- Hotnews.nl (2005)
- Goede tijden, slechte tijden (2005-2007)
- Puppy Patrol (2008 en 2018)
- Koen Kampioen (2012)
- Keet & Koen en de Speurtocht naar Bassie & Adriaan (2015)
- Zwabber (2024)

### Regie-assistent/Schrijfster
- Weiße Rose
- Recht van de zwaksten
- Twaalf steden, dertien ongelukken
- Voor hete vuren
- Wat doe jij nou?
- Combat
- Oud Geld
- De Daltons
- In goede aarde
- Wilde Mossels
- Nacht in de stad
- Ik ook van jou
- Magonia
- Familie
- De Enclave
- Lepel

## Trivia
Naast de regie van Puppy Patrol had Annemarie Mooren ook een bijrol als rechercheur in aflevering 4 van het tweede seizoen.